# Уве Ран
Уве Ран (21. мај 1962) бивши је немачки фудбалер.

## Каријера
Током каријере играо је за Борусија Менхенгладбах, Келн и многе друге клубове.

## Репрезентација
За репрезентацију Њемачке дебитовао је 1984. године. Са репрезентацијом Њемачке наступао је на једном Светском првенству (1986). За национални тим одиграо је 14 утакмица и постигао 5 голова.

## Статистика
| Њемачка | Њемачка | Њемачка |
| Год.    | Ута.    | Гол.    |
| ------- | ------- | ------- |
| 1984    | 2       | 1       |
| 1985    | 7       | 3       |
| 1986    | 2       | 1       |
| 1987    | 3       | 0       |
| Укупно  | 14      | 5       |